# Szczepan Szczykno
Szczepan Godzisław Szczykno (ur. 22 marca 1960 w Lwówku Śląskim, zm. 31 grudnia 2020 w Trzebnicach) – polski reżyser teatralny i telewizyjny; absolwent warszawskiej Akademii Teatralnej (Krytyka Teatru oraz Reżyseria). W latach 1991–92 był dyrektorem naczelnym i artystycznym Teatru im. Jana Kochanowskiego w Opolu.

## Spektakle teatralne
- Zdziczenie obyczajów pośmiertnych – Bolesław Leśmian – Teatr Kamienica, Warszawa
- Dwa pokoje – Zbigniew Herbert – Teatr Konsekwentny, Warszawa
- Anhelli – Juliusz Słowacki – przedstawienie impresaryjne
- Świadectwo Jakuba – Franz Kafka – Teatr Powszechny, Warszawa
- Kartoteka – Tadeusz Różewicz – Teatr Studio, Warszawa
- Pępowina – Krystyna Kofta – Teatr Ateneum, Warszawa
- Krzesła – Eugène Ionesco – Teatr Dramatyczny, Warszawa
- Powrót Odysa – Stanisław Wyspiański – Teatr Polski, Warszawa
- Gbury – Carlo Goldoni – Teatr Polski, Warszawa
- Przebudzenie wiosny – Frank Wedekind – Teatr Polski, Warszawa
- Tango – Sławomir Mrożek – Teatr Powszechny, Łódź
- Zwierzenia clowna – Heinrich Böll – Teatr Powszechny, Łódź
- Ballada o wielkiej makabrze – Michel de Ghelderode – Teatr Studyjny, Łódź
- Żale Matki Bożej Bolesnej – Misterium na podstawie poezji staropolskiej i dawnych pieśni wielkopostnych – Muzeum Regionalne, Miejski Dom Kultury, Radomsko

## Teatr TV
- Lekarz bezdomny – Antoni Słonimski
- Ubogi rycerz – Peter Hacks
- Dzieje salonu – Kazimierz Wroczyński
- Roztwór profesora Pytla – Bruno Winawer

## Nagrody
- Nagroda Artystyczna Młodych im. Stanisława Wyspiańskiego za osiągnięcia reżyserskie
- XVI Festiwal Klasyki Polskiej w Opolu – nagroda za reżyserię Akropolis Stanisława Wyspiańskiego